# بورک (بایرن)
بورک (به آلمانی: Burk) یک شهر در آلمان است که در آنسباخ واقع شده‌است.